# Idrissa Laouali
Pour les articles homonymes, voir Laouali.
Idrissa Laouali (né le 11 septembre 1983) est un joueur de football professionnel nigérien évoluant au poste de milieu défensif au ASFAN.

## Palmarès

### Joueur
- Champion du Burkina Faso : 2005 avec Rail Club du Kadiogo.
- Champion du Burkina Faso : 2009 et 2010 avec ASFA Yennenga.
- Vainqueur de la Coupe du Burkina Faso : 2009 avec ASFA Yennenga.
- Vainqueur de la Supercoupe du Burkina Faso : 2009 avec ASFA Yennenga.